# William Jowitt
William Allen Jowitt, 1. hrabia Jowitt (ur. 15 kwietnia 1885 w Stevenage, zm. 16 sierpnia 1957) –  brytyjski prawnik i polityk, członek Partii Liberalnej i Partii Pracy, minister w rządach Ramsaya MacDonalda, Winstona Churchilla i Clementa Attleego.

## Życiorys
W wieku 9 lat rozpoczął naukę w Northaw Place. Następnie kształcił się w Marlborough oraz w New College na Uniwersytecie Cambridge. Studiował prawo i w 1909 r. został powołany do korporacji prawniczej. W 1922 r. otrzymał tytuł Radcy Króla. Jeszcze w tym samym roku został wybrany do Izby Gmin jako reprezentant okręgu Hartlepool. W tym czasie był związany z Partią Liberalną. Miejsce w parlamencie utracił po wyborach 1924 r. Do Izby Gmin powrócił w 1929 r. jako reprezentant okręgu Preston.
Premierem został wówczas laburzysta Ramsay MacDonald, który stał na czele mniejszościowego rządu. Ponieważ Partia Pracy nie miała w swych szeregach zbyt wielu doświadczonych prawników, MacDonald zaproponował Jowittowi stanowisko prokuratora generalnego. Jowitt zgodził się, ale zrezygnował z miejsca w Izbie Gmin i ponownie wystartował w swoim okręgu, tym razem jako kandydat Partii Pracy. Wybory te wygrał i objął stanowisko prokuratora. Otrzymał też wówczas tytuł szlachecki. Po rozłamie w Partii Pracy w 1931 r. z powodu koalicji z konserwatystami i liberałami, Jowitt pozostał przy MacDonaldzie w rządzie narodowym. Okazało się jednak, że Partia Konserwatywna wystawiła swojego kandydata w okręgu Preston i Jowitt musiał przenieść się do okręgu Combined English Universities, jednak przegrał wybory w tym okręgu. MacDonald przekonał go do pozostania na stanowisku prokuratora w nadziei, że Jowitt odzyska miejsce w parlamencie w wyborach uzupełniających. Tak się jednak nie stało i w styczniu 1932 r. Jowitt zrezygnował ze stanowiska.
Po rezygnacji Jowitt powrócił do praktyki prawniczej. Pozostał stronnikiem MacDonalda, jednak kiedy w 1935 r. premierem został Stanley Baldwin, zbliżył się grupy laburzystów pozostających w opozycji do rządu narodowego. W 1936 r. ponownie wstąpił do Partii Pracy. Krytykował rządową politykę appeasementu i domagał się dozbrojenia armii brytyjskiej. W lutym 1939 r. postulował odtworzenie Ministerstwa Uzbrojenia. W październiku tego roku powrócił do Izby Gmin jako reprezentant okręgu Ashton-under-Lyne. Kiedy w 1940 r. Winston Churchill stanął na czele rządu wojennego, Jowitt otrzymał stanowisko Radcy Generalnego. W 1942 r. został Paymaster-General, a następnie ministrem bez teki. W 1944 r. stanął na czele nowo utworzonego Ministerstwa Zabezpieczenia Socjalnego. Zrezygnował w 1945 r., kiedy Partia Pracy opuściła wojenną koalicję.
Wybory powszechne 1945 r. zakończyły się lawinowym zwycięstwem Partii Pracy. Nowy premier, Clement Attlee, powierzył Jowittowi stanowisko lorda kanclerza. 2 sierpnia otrzymał on tytuł 1. barona Jowitt (w 1947 r. podniesiony do rangi wicehrabiego) i zasiadł w Izbie Lordów. W okresie jego urzędowania przyznano pełną suwerenność Kanadzie i wielu innym krajom Wspólnoty Narodów. Przeprowadził również reformę sądów magistrackich. Lord Jowitt pozostał na stanowisko lorda kanclerza przez cały okres sprawowania władzy przez laburzystów i odszedł po porażce wyborczej swojej partii w 1951 r.
W 1951 r. otrzymał tytuł 1. hrabiego Jowitt. Niedługo potem zmarł lider Partii Pracy w Izbie Lordów, lord Addison, i Jowitt zajął jego miejsce. Z tego stanowiska zrezygnował w listopadzie 1955 r. Zmarł 2 lata później. Wraz z jego śmiercią wygasł tytuł parowski. Po jego śmierci opublikowano jego Dictionary of English Law.